# 산청여자중학교
산청여자중학교는 경상남도 산청군 산청읍 중앙로 41 (지리 357-1)에 있었던 사립 중학교이다.

## 연혁
- 1951년 10월 9일 재단법인 산청명륜당 설립인가
- 1951년 11월 26일 산청명륜중학교 인가(6학급)
- 1969년 5월 7일 산청여자중학교 교명 변경 인가
- 1977년 9월 29일 학교법인 우석학원 변경 인가
- 1979년 3월 5일 산청여자종합고등학교 개교
- 2007년 3월 1일 산청중학교로 통폐합